# 焦硫酸钠
焦硫酸钠是焦硫酸的钠盐，可以用硫酸氢钠加热分解制得，该反应中产生三氧化硫，再与分解产生的硫酸钠反应得到焦硫酸钠。它可用于溶解难溶金属氧化物，因为它与金属氧化物共熔可得可溶性的硫酸盐。